# Ateuchus murrayi
Ateuchus murrayi là một loài bọ cánh cứng trong họ Bọ hung (Scarabaeidae).